# Начленен пръстов корал
Porites porites е вид корал от семейство Poritidae. Видът не е застрашен от изчезване.

## Разпространение
Разпространен е в Ангуила, Антигуа и Барбуда, Барбадос, Бахамски острови, Белиз, Бенин, Бермудски острови, Бонер, Британски Вирджински острови, Венецуела, Габон, Гамбия, Гана, Гваделупа, Гвинея, Гвинея-Бисау, Гренада, Доминика, Доминиканска република, Екваториална Гвинея, Кабо Верде, Кайманови острови, Камерун, Колумбия, Коста Рика, Кот д'Ивоар, Куба, Кюрасао, Либерия, Мавритания, Малки далечни острови на САЩ, Мексико, Монсерат, Нигерия, Никарагуа, Панама, Саба, Сао Томе и Принсипи, САЩ, Свети Мартин, Сейнт Винсент и Гренадини, Сейнт Китс и Невис, Сейнт Лусия, Сен Бартелми, Сен Естатиус, Сенегал, Сиера Леоне, Синт Мартен, Того, Тринидад и Тобаго, Търкс и Кайкос, Хаити, Хондурас и Ямайка.